# Arnhemse trolleybus

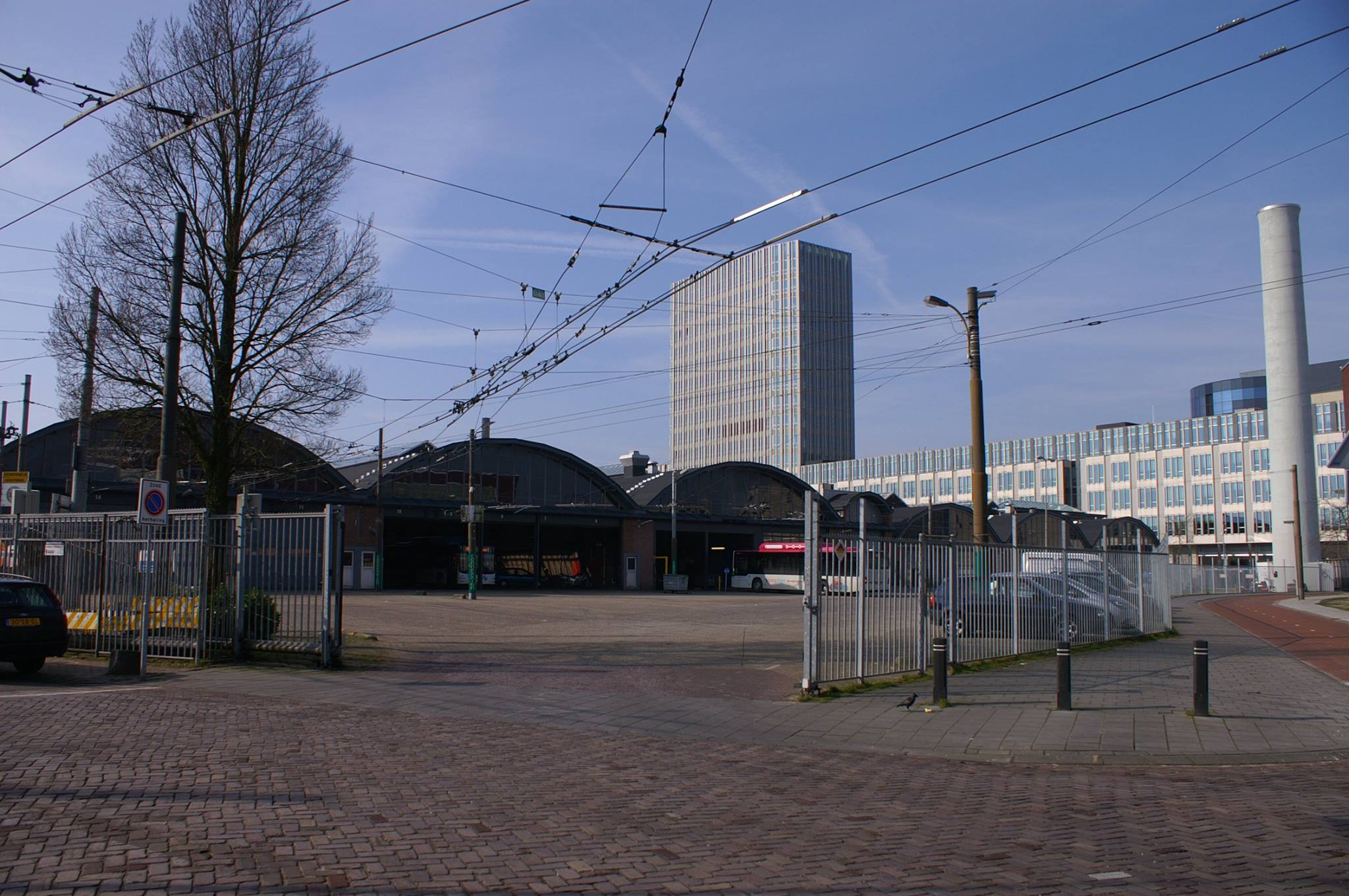
Remise van de Arnhemse bussen

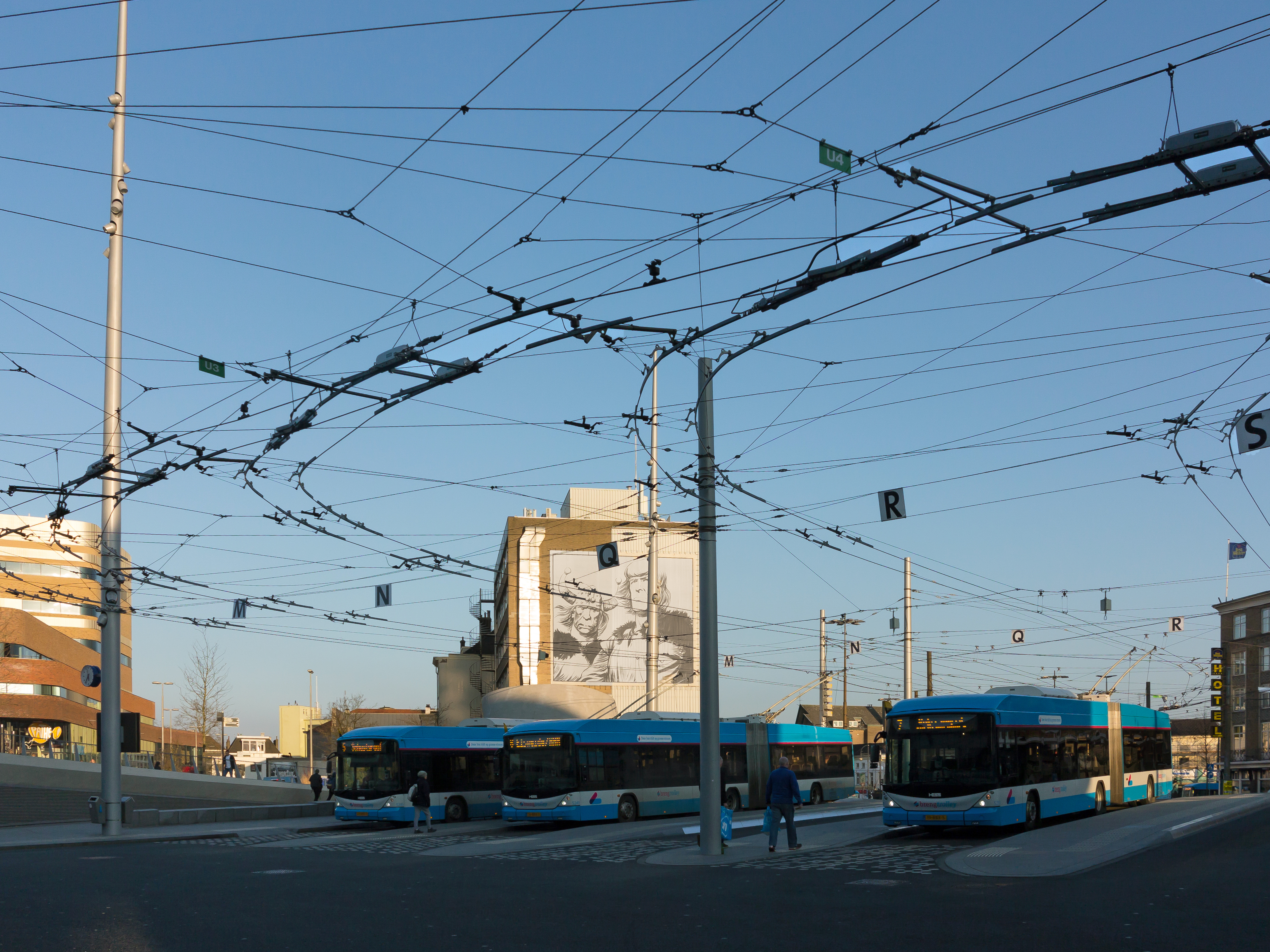
Trolleybusstation Arnhem Centraal

De Arnhemse trolleybus is het enige nog bestaande trolleybusnetwerk in de Benelux.
Vanaf 1949 was GVA de vervoerder, deze is in 1993 opgegaan in GVM, daarna vanaf 1996 Oostnet en sinds 1999 was Connexxion verantwoordelijk voor de exploitatie. Na openbare aanbesteding door de provincie Gelderland kwam de concessie voor het busvervoer in de gehele Stadsregio Arnhem Nijmegen en daarmee ook de trolley per 13 december 2009 in handen van Novio, een dochteronderneming van Connexxion. Sindsdien wordt het busvervoer in de gehele stadsregio uitgevoerd onder de naam Breng. Per 9 december 2012 heeft Hermes het busvervoer overgenomen.

## Geschiedenis

### Eerste decennia
Al in de jaren dertig van de twintigste eeuw waren er plannen om tramlijnen van de in 1911 opgerichte Gemeente Electrische Tram Arnhem (GETA) om te zetten in trolleybuslijnen. De vernieling van de remise van de Arnhemse tram - en daarmee ook het grootste deel van het materieel - tijdens de Slag om Arnhem in september 1944 maakte een eind aan de tramexploitatie. Daardoor kwamen plannen voor een trolleybusnet in een stroomversnelling. De GETA ging verder onder de naam Gemeente Vervoerbedrijf Arnhem (GVA) en op 5 september 1949 werd door burgemeester Matser van Arnhem de eerste trolleybuslijn, lijn 1 tussen Arnhem en Velp, geopend. In de jaren daarna werd het net snel uitgebouwd met takken naar Oosterbeek (lijn 1), Geitenkamp (lijn 2), Hoogkamp (lijn 2), Alteveer (lijn 3), Malburgen via de Rijnbrug (sinds 1978 John Frostbrug; lijn 5, later lijn 3) en 't Broek (lijn 3, later lijn 5). Op het centrale gedeelte van lijn 1 reed een versterkingslijn (lijn 7).
De trolleys reden aanvankelijk zonder kentekens en waren geen motorrijtuigenbelasting verschuldigd, waardoor de gemeente op jaarbasis ƒ 2.980 per trolley bespaarde, omdat ze niet door een mechanische kracht op of aan het voertuig werden voortbewogen en dus niet als motorrijtuig werden beschouwd. Pas in 1952 kwam er een wetswijziging en werden ook trolleys als motorvoertuig beschouwd, maar motorrijtuigenbelasting bleef niet verschuldigd. Een andere bijzonderheid was een aparte rookafdeling achter in de bus met langsbanken en asbakjes afgescheiden met een glazen schot van de afdeling niet-roken voor in de bus. De rookafdeling hield stand tot het voorjaar van 1973, toen er ook in de trolleys een rookverbod van kracht werd.

### Eind jaren 60 en 70
Eind jaren zestig en begin jaren zeventig kwam er een grote terugslag in het vervoer en daarmee ook in het trolleybusnet. De inmiddels van 't Broek naar Presikhaaf verlengde lijn 5 werd om verkeerstechnische redenen in 1970 in een gewone autobuslijn omgezet en de algehele opheffing van het trolleynet dreigde. Op grond van een gerechtelijke uitspraak na een ongeval waarbij een passagier bij het uitstappen ten val kwam en onder het achterwiel van de bus kwam, besloot men in 1967 bij de nieuwe trolleybussen de uitstapdeur achter de achteras te laten plaatsen.
In 1974 nam de rijksoverheid alle exploitatietekorten van de gemeentelijke vervoerbedrijven over en in 1975 besloot het Verkeer en Waterstaat de meerkosten van trolleybussen (5% ten opzichte van dieselexploitatie) te betalen. Hierdoor ontstond financiële ruimte voor nieuwe investeringen. De inmiddels versleten bovenleidingen werden vernieuwd en in 1977 werd lijn 3 vanaf Malburgen-Oost verlengd naar Het Duifje met een zijtak naar Immerloo. Een jaar later kreeg lijn 3 richting Alteveer een zijtak naar 't Cranevelt, die in 1990 tijdens openingsuren werd verlengd naar de nieuwe ingang van dierentuin Burgers' Zoo.

### Jaren 80 en 90
In de jaren '80 werd het trolleynet verder uitgebreid. Met de omzetting van diesellijn 9 in een trolleylijn naar De Laar-West in 1984 via de in 1977 geopende nieuwe Roermondspleinbrug (sinds 1987 Nelson Mandelabrug) over de Rijn kwam de tweede trolleybusverbinding met Arnhem-Zuid tot stand. Het traject van lijn 2 naar Geitenkamp werd door lijn 9 overgenomen en lijn 2 werd ingekort tot het station. In 1985 reden op lijn 2 afwisselend een trolleybus tot Hoogkamp en een dieselbus naar Schaarsbergen en Heidekamp.
In 1987 volgde de derde verbinding met Arnhem-Zuid in de vorm van lijn 5 Presikhaaf–Holthuizen/Vredenburg. Ook werd lijn 2 verlengd naar Elsweide met afwisselend een trolley- en een dieselbus. In 1993 werd de tak naar Holthuizen van lijn 5 opgenomen in de route stadinwaarts door Vredenburg. In 1996 werd de route naar Vredenburg overgenomen door lijn 2 en die naar Elsweide door lijn 5. Plannen om op lijn 2 een duobus in te zetten die gedeeltelijk als trolleybus en gedeeltelijk als dieselbus reed, vonden geen doorgang.

### Fusies in de jaren 90
Het laatste decennium van de twintigste eeuw werd gekenmerkt door vele fusies van vervoermaatschappijen. In 1993 fuseerde het GVA met de Gelderse Streekvervoers Maatschappij (GSM) tot Gelderse Vervoer Maatschappij (GVM). In 1996 fuseerde de GVM met de TET tot Oostnet, dat in 1999 opging in Connexxion.

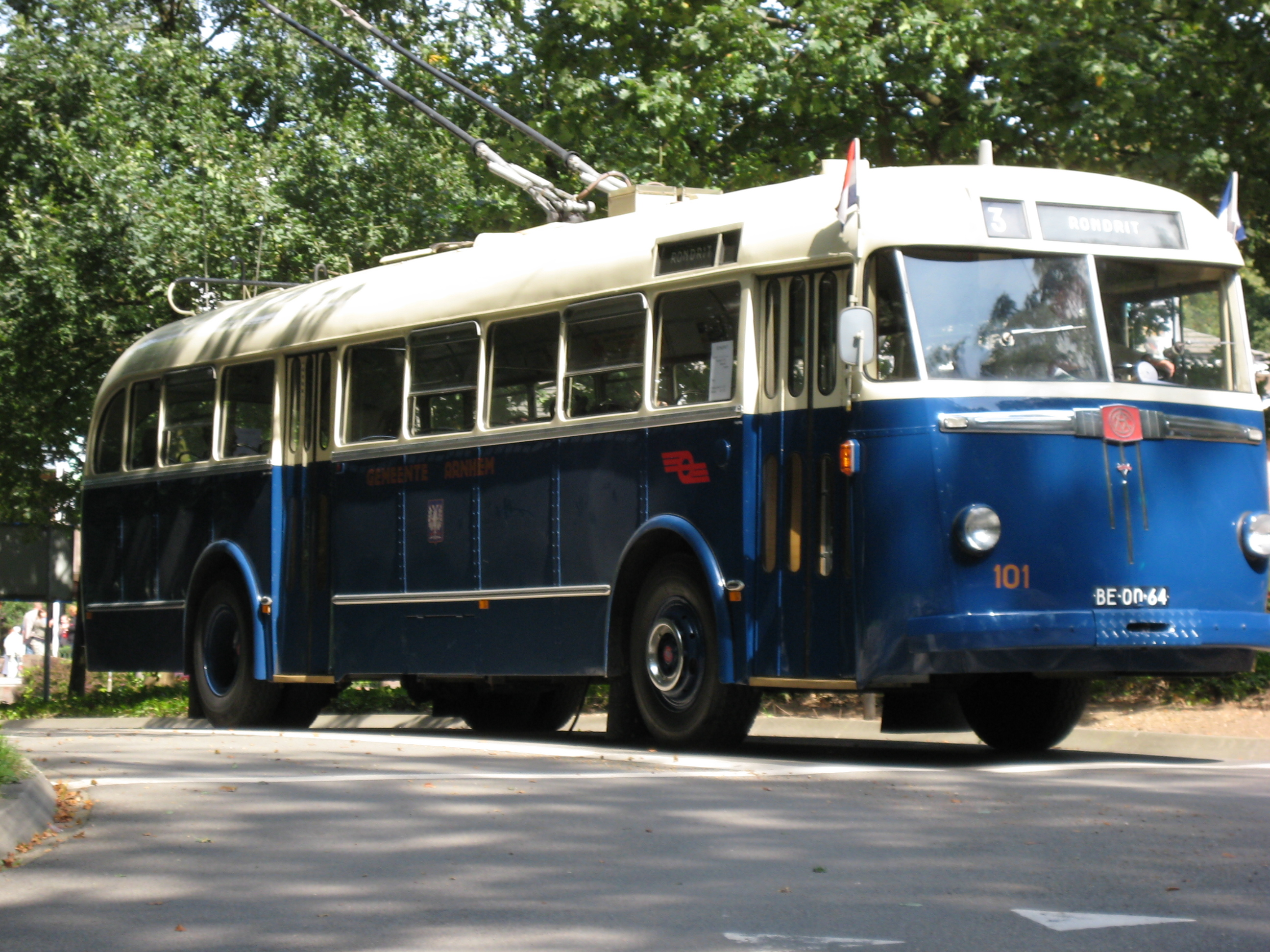
De museumtrolleybus 101 rijdt op zondag een rondrit naar Burgers' Zoo.
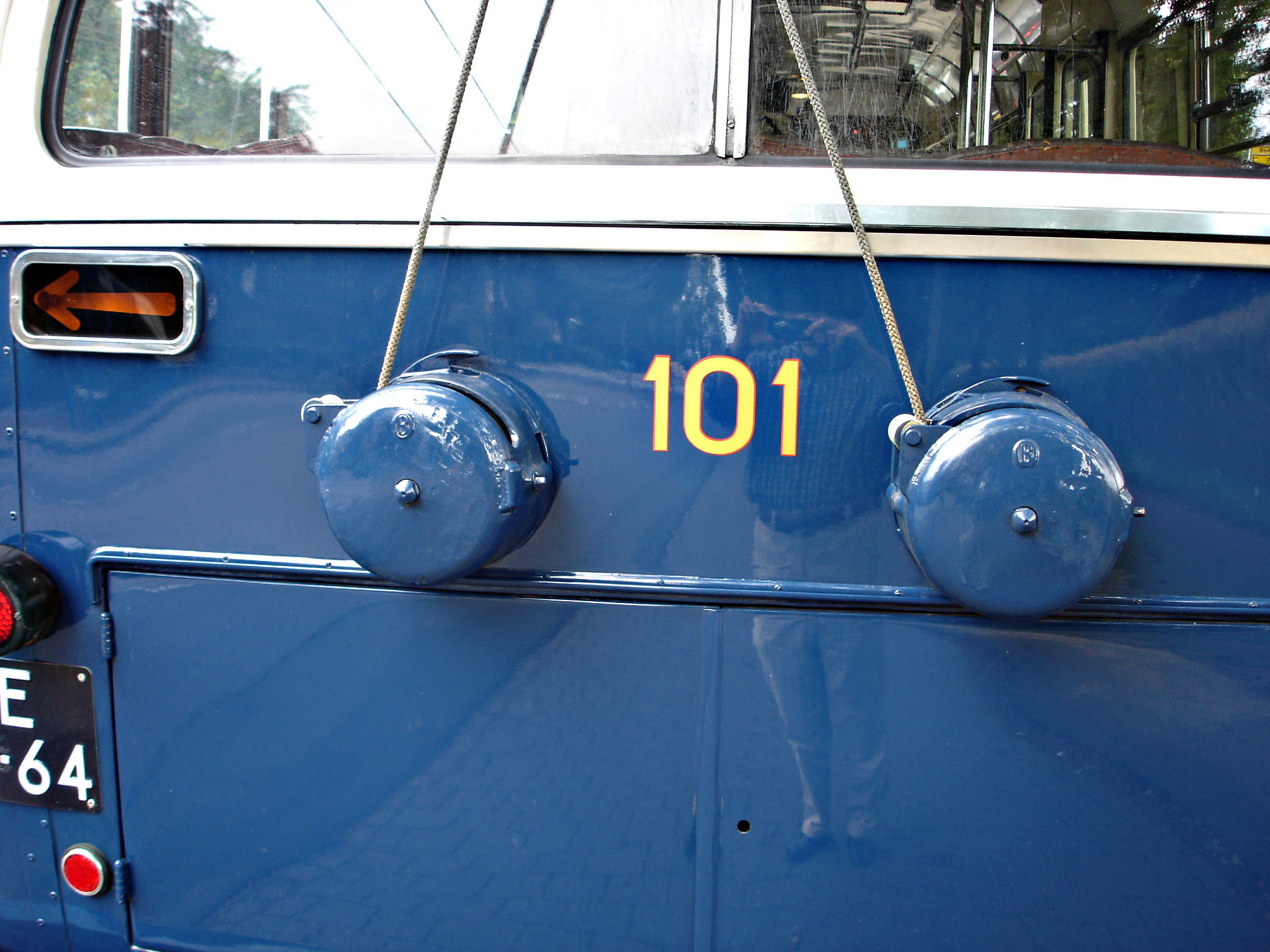
De retrievers op de achterkant van trolleybus 101
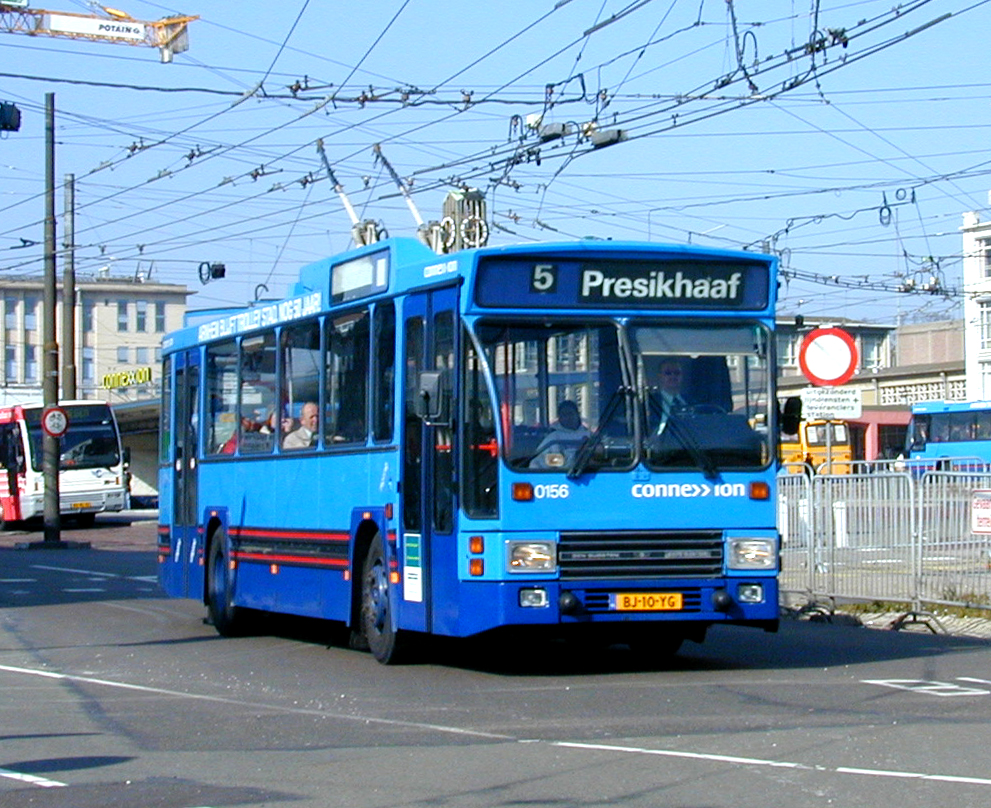
Den Oudsten B79T-trolley 0156
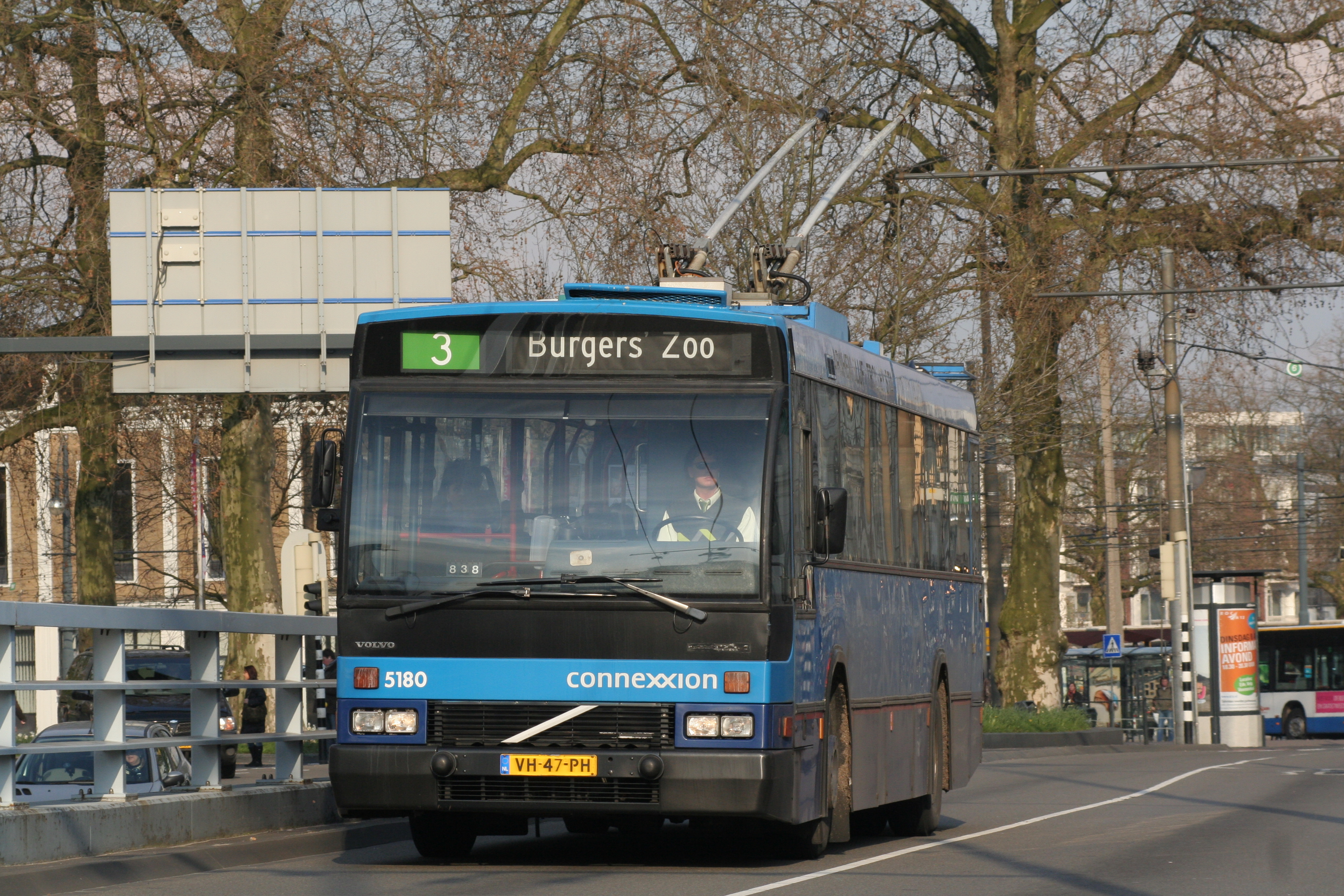
Den Oudsten B88-trolleybus 5180 in gebruik op lijn 3

Met het oog op de verplichte openbare aanbestedingen in het openbaar vervoer kwam in 2004 duidelijkheid over het eigendom van de infrastructuur (de bovenleidingen), die eigendom is van de betrokken gemeenten Arnhem, Renkum (waartoe Oosterbeek behoort) en Rheden (waartoe Velp behoort), in wier opdracht de exploitant het onderhoud uitvoert (of laat uitvoeren).

### Trolley 2000
Halverwege de jaren negentig kwam het bestaan van de trolley weer ter discussie te staan. In 1996 werd besloten die te handhaven, maar de trolleybus zou sneller moeten worden. Het ambitieuze HOV-plan Trolley 2000 voorzag in de aanschaf van gelede lagevloer-trolleybussen en de aanleg van busbanen met verkeerslichtbeïnvloeding. De nieuwe Berkhof Premier AT18 en Van Hool AG300T werden gemeenschappelijk met het Duitse trolleybusbedrijf van Solingen gekocht. In 1996 huurde men voor een jaar van De Lijn een viertal gelede Van Hool-trolleys uit Gent voor inzet op lijn 5, waarvan één exemplaar nog tot 1999 dienstdeed. Alle bussen werden voorzien van de tekst Arnhem blijft trolleystad nog 50 jaar.
Om de exploitatie te kunnen handhaven werd snoeien noodzakelijk geacht: lijn 2 (inmiddels: Hoogkamp–Holthuizen/Vredenburg) werd in 1997 ingekort en omgezet in een diesellijn. De bovenleidingmasten zijn op het verlaten traject in Vredenburg anno 2022 nog steeds deels aanwezig. Op de verlaten route over de Gelderse Rooslaan bleef de bovenleiding gehandhaafd voor omleidingen en onder meer werd gebruikt door lijn 3 tijdens de renovatie van de John Frostbrug. De korte zijtak van lijn 3 naar Immerloo verdween in 1999. Daar stond tegenover dat op 5 september 1999, precies 50 jaar na de openingsrit van de eerste trolleybus in Arnhem, lijn 7 werd omgezet van een diesellijn in een trolleylijn. Minister Tineke Netelenbos opende de snelle verbinding tussen station Arnhem en de nieuwbouwwijk Rijkerswoerd, via winkelcentrum Kronenburg. Ook snelle verbindingen met onder meer Westervoort werden gepland. Voor de plannen voor een lijn naar Huissen viel het doek in 2013. Wel is met de jaardienst 2011 de Arnhemse nieuwbouwwijk Schuytgraaf in het trolleynet opgenomen.
In 2002 werd het gehele lijnennet opnieuw gereorganiseerd. Lijn 9 (De Laar-West – Geitenkamp) werd opgedeeld tussen de lijnen 5 en 7. Lijn 3 werd Burgers' Zoo / Alteveer – Velp en lijn 1 werd Oosterbeek – Het Duifje. Zowel in Oosterbeek als Velp werd de grote eindlus, die in één richting werd bereden, vervangen door een rechtstreekse route. In Oosterbeek kwam er een lus bij het station en in Velp wordt gekeerd bij een rotonde aan het eind van de bebouwde kom.

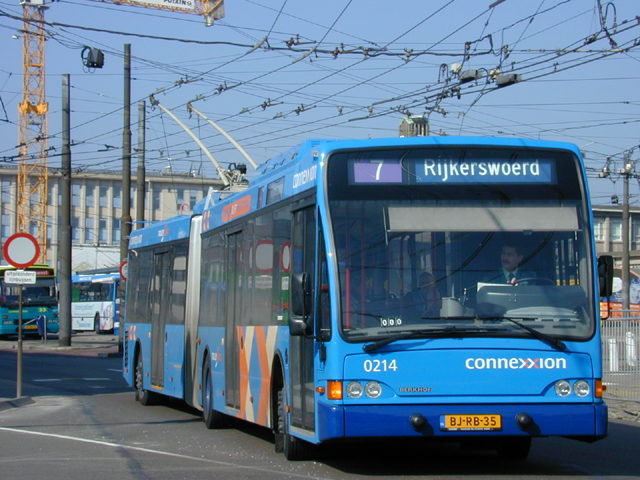
Connexxion-trolleybus 0214, type Berkhof Premier AT 18 op lijn 7 in 2001.
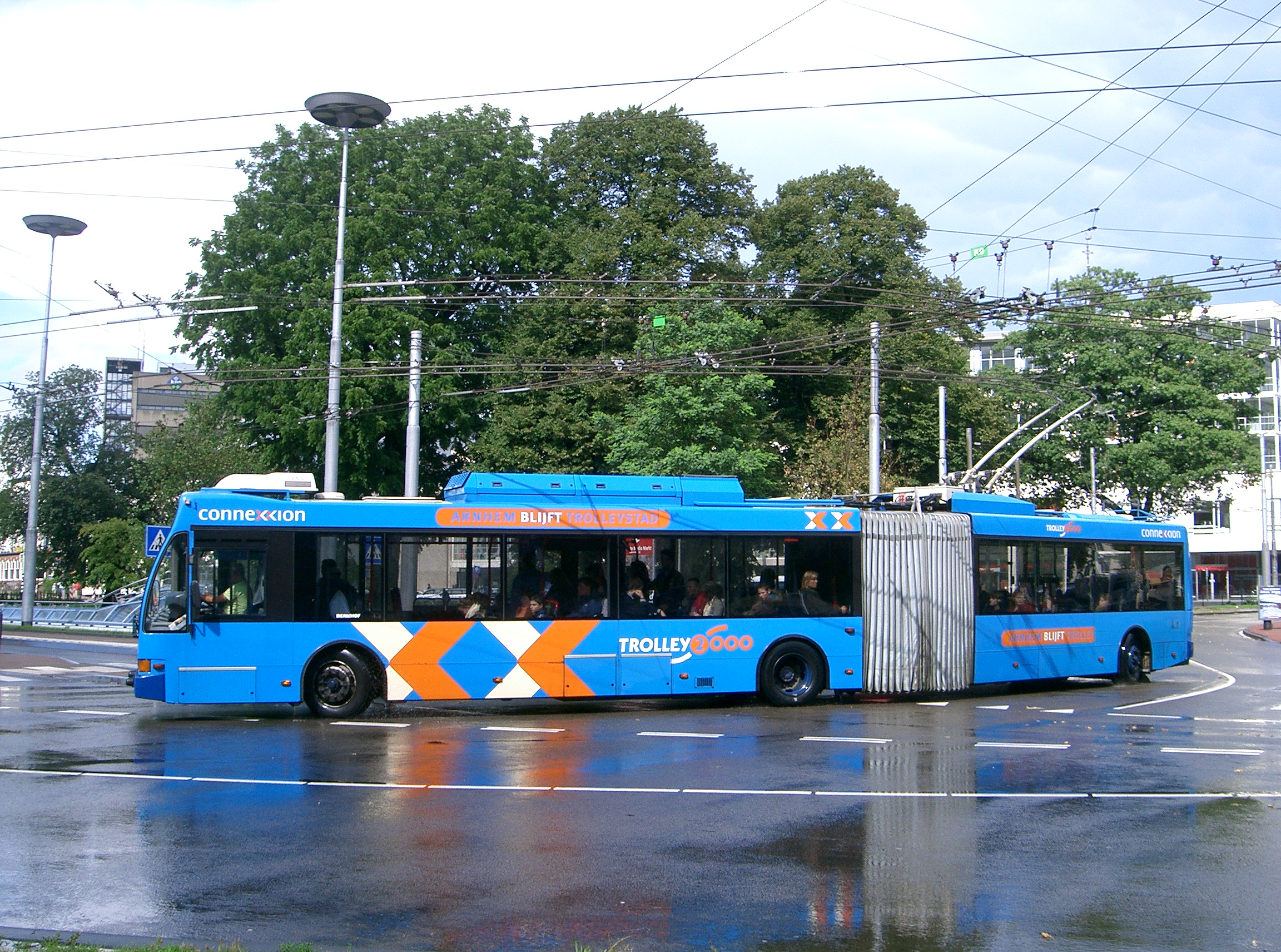
Trolley 2000, destijds nog onder Connexxion
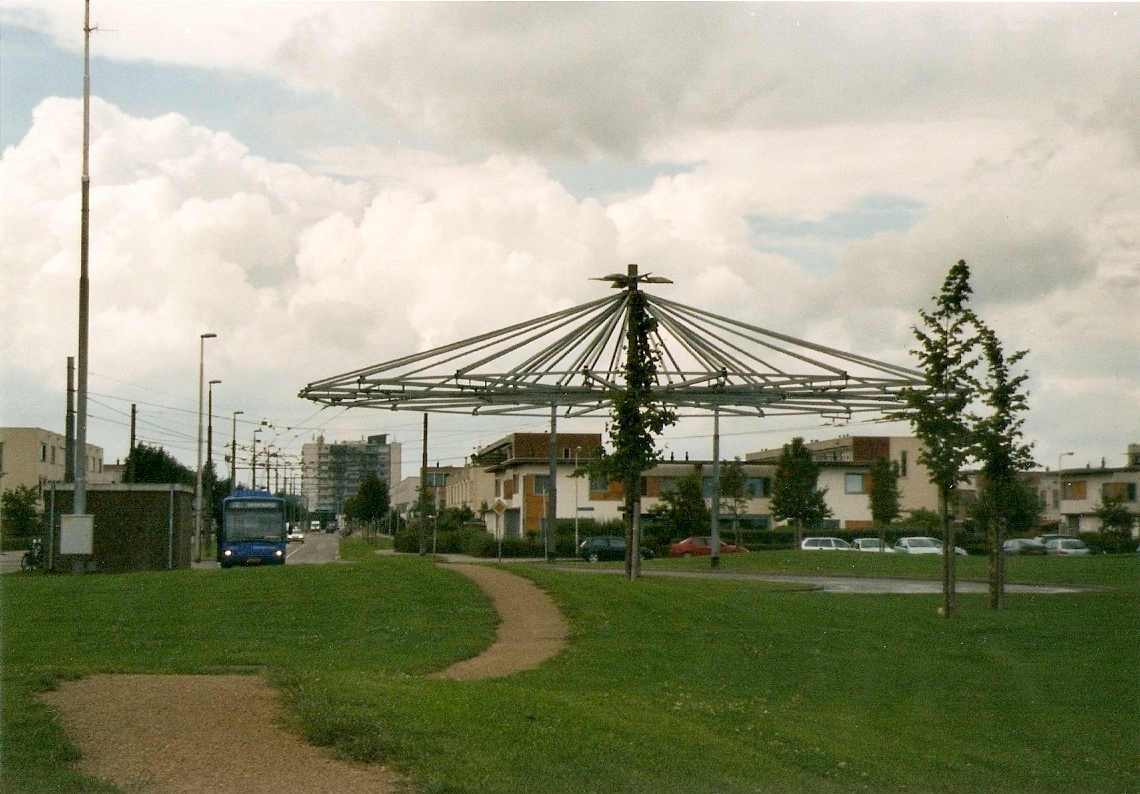
Keerlus voor lijn 7 in Rijkerswoerd met zijn bijzondere bovenleidingconstructie.
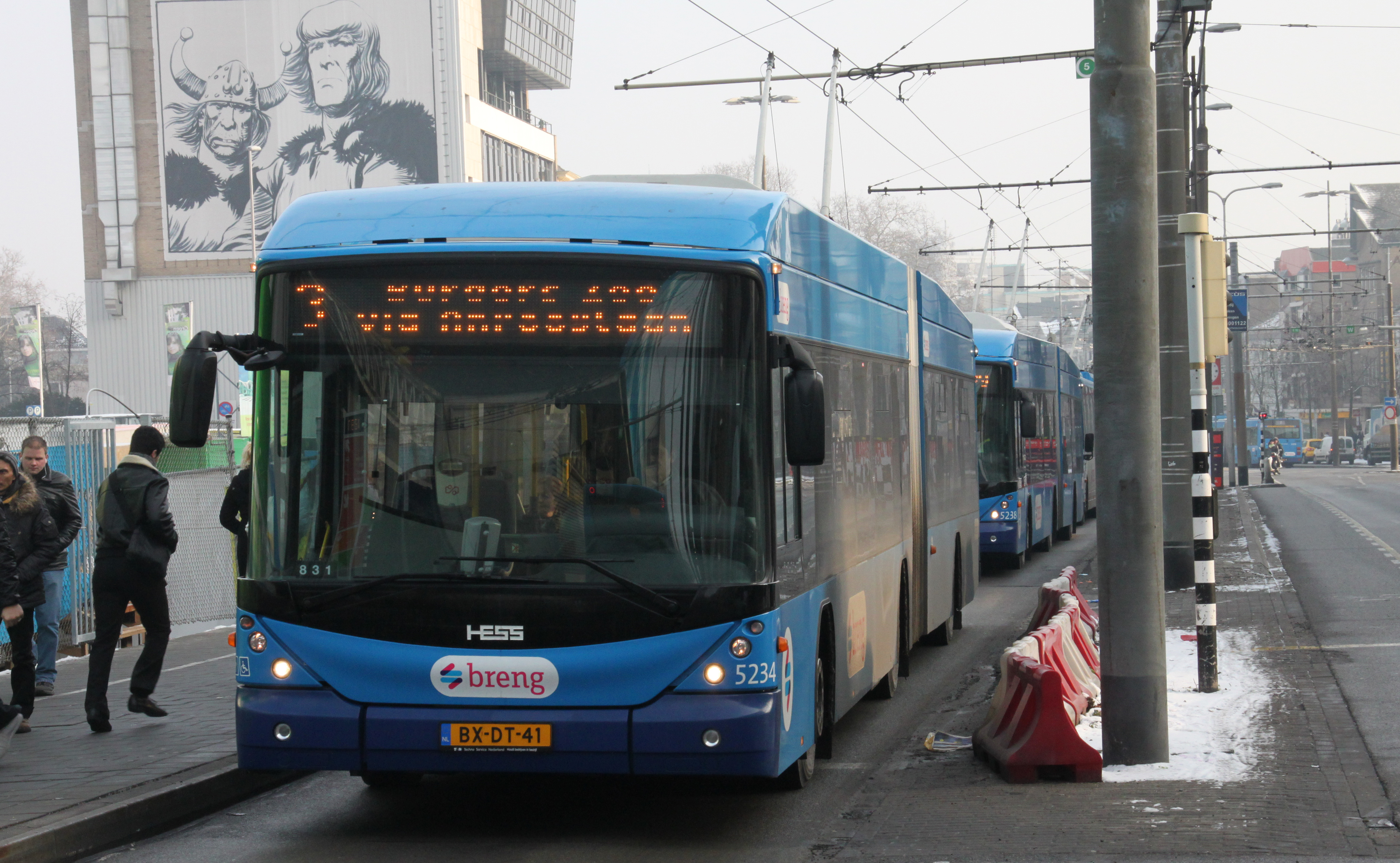
Novio-trolleybus 5234, type Hess Swisstrolley 3 in de oude blauwe kleuren.

## Ontwikkelingen 2010-2022

### Schuytgraaf
Sinds december 2007 werd de wijk Schuytgraaf met dieselbussen van lijn 10 bediend via Station Arnhem Zuid. In juni 2008 werd besloten niet alleen het noordelijk, maar ook het zuidelijk deel van de wijk Schuytgraaf te 'trolleyficeren'. In totaal kostte het uitbouwen van het trolleynetwerk richting Schuytgraaf 3,4 miljoen euro. Men dacht 0,8 miljoen euro te besparen door af te zien van keerlussen. In januari 2009 werd een begin gemaakt met het aanleggen van de bovenleiding in Schuytgraaf. De gehele route is een dubbelsporige lus van 5,6 kilometer. Door vertraging in de aanleg door infrastructurele werkzaamheden en strenge vorst werd de trolleylijn pas in december 2010 in gebruik genomen. Daarbij verdween diesellijn 10: beide routes werden gereden onder lijnnummer 5. De ene lijn 5 reed via Elderveld naar Schuytgraaf (de ene rit linksom en de andere rit rechtsom), de andere via Elderveld naar De Laar-West. Daar lijn 5 ook aan de andere kant van de route twee eindpunten had, werden onder het lijnnummer 5 vijf verschillende routes gereden. Om verwarring bij de reizigers weg te nemen worden vanaf 9 december 2012 de ritten Presikhaaf – Schuytgraaf gereden als lijn 5 en de ritten Elsweide – De Laar West als lijn 6.

### Presikhaaf
In 2010 werd de lusroute van lijn 5 in Presikhaaf vervangen door een eindlus bij de Cannenburglaan.

### Alteveer / 't Cranevelt
In 2013 werden de twee takken van trolleylijn 3 in Alteveer in Arnhem-Noord samengevoegd tot een grote ringlijn in één richting via 't Cranevelt, Burger's Zoo en het Openluchtmuseum.

### Huissen
In 2010-2012 was er sprake van dat trolleylijn 3 zou worden doorgetrokken naar Huissen. De Stadsregio zou voor de lijn 2,25 miljoen euro neertellen, Arnhem 100.000 euro en Lingewaard 150.000 euro. Op deze wijze zou een rechtstreekse verbinding ontstaan tussen Burgers' Zoo en Huissen. Aanvankelijk was het de bedoeling dat de vernieuwde trolleylijn 3 vanaf het voorjaar van 2013 zou gaan rijden. Heftige weerstand in Huissen tegen de komst van de trolley, met als argumenten de kosten, bezwaren tegen trolleymasten en -draden en vermeende onveiligheid, zorgden voor een vertraging in de plannen. Op 21 maart 2013 besloot de Gemeenteraad van Lingewaard met 15 stemmen voor en 14 tegen dat er in Huissen geen trolley zou worden aangelegd.

### Lijnenloop 1 en 3
De wijzigingen van 2002 in de loop van de lijnen 1 en 3 werden eind 2012 ongedaan gemaakt, zodat lijn 1 sindsdien weer reed van Oosterbeek naar Velp en lijn 3 van Burgers' Zoo naar Het Duifje.

### Lijn 2
Tot 1997 reed lijn 2 als trolleylijn vanuit Hoogkamp naar Vredenburg/Holthuizen. Na omzetting werd de bovenleiding, op de aansluitingen en enkele kleine gedeelten na, nooit weggehaald. Enkele jaren na de eeuwwisseling kwamen er plannen om deze lijn te reactiveren en door te trekken naar De Laar Oost. De hiervoor beschikbare gelden werden echter besteed aan uitbreiding van trolleylijn 5 naar Schuytgraaf. Nadat jarenlang was gesproken over het weghalen van niet meer functionerende trolleybovenleiding, werd in 2008 besloten lijn 2 tussen station en de Hoogkamp weer als trolleylijn in gebruik te nemen. Daartoe werd in de zomermaanden van 2009 de bovenleiding opgeknapt en deels nieuw aangelegd. Op 5 en 6 september 2009 reed lijn 2 voor het eerst weer als trolley, in het kader van de viering van 60 jaar trolleybussen in Arnhem. De terugkeer van trolleybussen in de Hoogkamp was een feit vanaf 29 augustus 2010 en eindigde op 9 december 2017. De infrastructuur is aangelegd voor een lijn die tweemaal per uur reed. De (tamelijk nieuwe) bovenleiding is echter nog aanwezig en het ligt in de verwachting dat zodra er meer trolleybussen met batterijen instromen, lijn 9 naar Schaarsbergen met trolleys gereden zal gaan worden.

### Malburgen-Oost – Vredenburg / Kronenburg – De Laar-Oost en West
Mede door het sneuvelen van de plannen voor een trolley naar Huissen kwam de gedachte aan het revitaliseren van de 'oude' trolleylijn naar Vredenburg en Holthuizen alsnog op de agenda. In overleg met de Arnhemse wethouder Mobiliteit Martijn Leisink maakte Breng-eigenaar Hermes op 18 september 2013 het voornemen kenbaar om de in 2010 heropende lijn 2 (Hoogkamp – Station) te verlengen naar Arnhem-Zuid. In plaats van via de Nelson Mandelabrug, Malburgen-West en door Vredenburg, zou de lijn via de John Frostbrug, Malburgen-Oost, winkelcentrum Kronenburg, langs Vredenburg en met viaduct De Slang over de A325 naar De Laar-Oost en -West worden geleid. Daags daarop stelde het College van B en W zich achter dit voornemen. Nadat er in de wijk De Laar-Oost enige discussie had plaatsgevonden, kwam op 31 januari 2014 het definitieve besluit. Vanaf 15 december 2014 rijden de trolleybussen van lijn 2 naar De Laar-West en gaan daar over op lijn 6 richting Elsweide HAN. Omgekeerd gaan de ritten van lijn 6 over op lijn 2.
Op 10 december 2017 werd de trolleybusexploitatie op het gedeelte Hoogkamp – Station Arnhem Centraal beëindigd omdat het reizigersaanbod te gering was voor de huidige 18 meter lange trolleybussen. Deze route werd nu bediend door lijn 9.
De ongebruikte bovenleiding in Malburgen-West (over de Gelderse Rooslaan) die inmiddels was afgesloten werd bij de Eldenseweg weer aangesloten op het trolleynetwerk. Vanaf halte Wilgenlaan werd de bovenleiding rechtdoor gelegd en nabij het De Monchyplein weer aangesloten op het net. Deze route kon worden gebruikt bij omleidingen van de lijnen 2 en 3 bij stremmingen of werkzaamheden op de John Frostbrug. Bij het De Monchyplein is de bovenleiding later weer losgekoppeld. De bovenleiding naar Holthuizen werd verwijderd en de niet gebruikte bovenleiding in Vredenburg afgekoppeld, maar is twintig jaar later alsnog verwijderd. Wat er met de bovenleiding naar Malburgen-West (tussen halte Wilgenlaan en Berkumstraat) gaat gebeuren is onzeker.
Op 12 december 2021 nam lijn 1 de tak van lijn 6 naar De Laar-West over en verdween de trolleybus, voorlopig, op het traject naar Oosterbeek. Lijn 6 werd beperkt tot werkdagen overdag buiten de schoolvakanties.
Door werkzaamheden aan de Velperweg in Arnhem werd lijn 1 per 10 december 2023 geknipt op station Arnhem Centraal. Lijn 1 bleef rijden tussen De Laar West en Arnhem Centraal (met trolleybussen), terwijl de nieuwe lijn 21 het traject tussen Arnhem Centraal en het eindpunt te Velp overnam (met CNG-bussen). Vanwege de komst van de nieuwe concessie Arnhem-Nijmegen-Foodvalley per 28 juni 2026 werd er voor gekozen het traject Arnhem - Velp als lijn 21 te blijven rijden en niet opnieuw te koppelen aan lijn 1. Dit om te voorkomen dat de volledige dienstregeling van de lijnen 1, 2, 3 en 6 overhoop gehaald zou moeten worden aangezien er verder, tot aan de start van de nieuwe concessie, geen wijzigingen in de dienstregeling voorzien waren. Wel werden er sindsdien ook trolleybussen ingezet op lijn 21.

### Uitbreiding buiten Arnhem
Na een succesvolle proef met twee Trolley 2.0-bussen, trolleybussen met een accupakket om een traject zonder bovenleiding als elektrische bus te kunnen overbruggen, heeft de provincie Gelderland in februari 2022 twee miljoen euro vrijgemaakt voor de aanschaf van 10 nieuwe Trolley 2.0-bussen. Deze rijden sinds 12 mei 2024 op lijn 352 tussen Arnhem Velperplein en Wageningen Busstation. Per 15 december 2024 vertrekt lijn 352 in Arnhem weer vanaf het station en kwamen de haltes Velperplein en Willemsplein te vervallen. In Oosterbeek-West werd de bovenleiding vanaf de halte Gemeentehuis doorgetrokken naar de halte d'Oude Herbergh. Tussen Arnhem en Oosterbeek worden de accu's opgeladen. Er zijn ook proefritten geweest naar Huissen, Dieren, Duiven en Elst. Door de verplichting dat vanaf 2025 alle nieuwe voertuigen zero emission moeten zijn is de trolleybus in het voordeel en zal het netwerk mogelijk verder uitgebreid worden.

## Lijnennet
Dit zijn de lijnen van het trolleybusnet in de Breng-dienstregeling (brengtrolley), met ingang van 12 mei 2024 inclusief streeklijn 352 die tot Oosterbeek als stadsdienst rijdt.
| Lijn | Route                                     | Via | Opmerkingen                                                                              |
| ---- | ----------------------------------------- | --- | ---------------------------------------------------------------------------------------- |
| 1    | De Laar West – Centraal Station           | Winkelcentrum Elderhof, Elderveld, Nelson Mandelabrug |                                                                                          |
| 2    | Centraal Station – De Laar West           | Velperplein, John Frostbrug, Malburgen-Oost, Kronenburg, Rijnstate Polikliniek-Zuid, De Laar Oost                                                            |                                                                                          |
| 3    | Het Duifje – Burgers' Zoo/Openluchtmuseum | Immerloo, Malburgen-Oost, John Frostbrug, Velperplein, Centraal Station, St. Marten, Ziekenhuis Rijnstate, Alteveer en Cranevelt, Nederlands Openluchtmuseum |                                                                                          |
| 5    | Schuytgraaf – Presikhaaf                  | Station Zuid, Winkelcentrum Elderhof, Elderveld, Nelson Mandelabrug, Centraal Station, Velperplein, 't Broek, Winkelcentrum Presikhaaf                       |                                                                                          |
| 6    | Centraal Station – Elsweide / HAN         | Velperplein, 't Broek, Winkelcentrum Presikhaaf | Deze lijn rijdt alleen op dagen dat de HAN open is; deze lijn rijdt niet in de avonduren |
| 7    | Geitenkamp – Rijkerswoerd                 | Monnikenhuizen, Angerenstein, Station Velperpoort, Velperplein, Centraal Station, Nelson Mandelabrug, GelreDome, Kronenburg, Rijnstate Polikliniek-Zuid      |                                                                                          |
| 21   | Centraal Station – Velp, Beekhuizenseweg  | Velperplein, Station Velperpoort, Plattenburg |                                                                                          |
| 352  | Centraal Station - Wageningen, Busstation | Oosterbeek, Doorwerth, Heelsum en Renkum |                                                                                          |

## Andere lijnen
Naast de trolleybuslijnen exploiteert Breng ook de andere Arnhemse stadslijnen, die met CNG-bussen van het type MAN Lion's City A21 worden gereden.
| Lijn | Route                                    | Via                                                     | Opmerkingen                                          |
| ---- | ---------------------------------------- | ------------------------------------------------------- | ---------------------------------------------------- |
| 4    | Het Duifje – Kronenburg                  | Immerloo, Malburgen-Oost                                | Rijdt niet in de avond en op zondag                  |
| 8    | Centraal Station – Velp zuid             | Willemsplein, Ziekenhuis Rijnstate, Alteveer            | Rijdt niet op zondag                                 |
| 9    | Centraal Station – Schaarsbergen         | Willemsplein, Burgemeesterswijk, Gulden Bodem, Hoogkamp |                                                      |
| 10   | Centraal Station – Sportcentrum Papendal | Willemsplein, Heijenoord, Het Dorp                      | Rijdt in de avond en het weekend tot Het Dorp        |
| 11   | Centraal Station – Station Arnhem Zuid   | Nelson Mandelabrug, GelreDome, Vredenburg               | Rijdt in de avond en zondag tot Slochterenweg        |
| 12   | Centraal Station – IJsseloord 2          | Westervoortsedijk, Presikhaaf / IJsseloord 1            | Rijdt in de avond en in het weekend tot IJsseloord 1 |

## Materieel
Het wagenpark bestaat anno 2025 uit 50 gelede trolleybussen. Sinds 1950 zijn in totaal 203 trolleybussen aangeschaft waarvan 121 standaard en 72 geleed. Daarnaast hebben er op huurbasis nog 4 gelede trolleybussen uit Gent dienstgedaan.
| Nummer                             | Type                            | Bouwjaar               | Uit dienst | Herkomst             | Aantal | Opmerkingen | Afbeelding |
| ---------------------------------- | ------------------------------- | ---------------------- | ---------- | -------------------- | ------ | --- | ---------- |
| 101-136, 137-143                   | BUT/Verheul                     | 1950-1951, 1955-1956   | 1965-1976  | GVA                  | 43     | Deel motoren en elektrische installatie hergebruik, 101 als museumtrolley nog aanwezig |            |
| 151-158, 159-166                   | Leyland/Verheul                 | 1967-1968, 1968-1969   | 1983-1984  | GVA                  | 16     | Motoren en elektrische installatie afkomstig van gesloopte BUT-trolleys |            |
| 167-176                            | DAF/Den Oudsten                 | 1974                   | 1990-1995  | GVA                  | 10     | In 1986 vernummerd in 121-130 in verband met nummerdoublures met de nieuwe 162-171. De 129 werd in 1990 door Herman Brood voor Fl. 30.000 kunstzinnig beschilderd als "Broodbus". Door weerstand van personeel en publiek om het uiterlijk en hoge kosten ging de bus in 1994 buiten dienst. Sinds 2023 wordt de bus gebruikt voor als poëzie karaokebar. |            |
| 131-134, 135-142, 143-161, 162-171 | DAF/Den Oudsten (B7900)         | 1979, 1981, 1984, 1986 | 1989-2002  | GVA                  | 41     | In 1997 kregen de nog aanwezige wagens bij Oostnet een 0 voor hun wagennummer |            |
| 172-182                            | Volvo/Den Oudsten               | 1990                   | 2009, 2012 | GVA                  | 11     | In 1997 kregen de wagens bij Oostnet een 0 voor hun wagennummer, bij Connexxion vernummerd in 5172-5182. 5177 en 5180 tussen 2010 en 2012 weer in dienst op lijn 2 |            |
| 201, 202-209                       | Van Hool AG300T                 | 1993, 1997             | 2013       | GVA, Oostnet         | 9      | In 1997 kregen de wagens bij Oostnet een 0 voor hun wagennummer, bij Connexxion vernummerd in 5201-5209 |            |
| 225-228                            | Van Hool/ACEC/AG280T            | 1988                   | 1996, 1999 | De Lijn              | 4      | In 1996 werden de gelede trolleybussen 17, 15, 10 en 03 uit Gent gehuurd en kregen in deze volgorde de nummers 225-228. Ze deden maar kort dienst, behalve de 228 die in 1997 bij de overgang naar Oostnet een 0 voor zijn wagennummer kreeg en pas in 1999 na de overgang naar Connexxion buiten dienst ging.                                            |            |
| 5210-5231                          | Berkhof Premier AT18            | 1998-2002              | 2016-2021  | ex-Connexxion Arnhem | 22     | 5212-5214 en 5217-5220 in 2016 verkocht aan Kaunas (Litouwen), de 5227-5229 als enige nog van 2017 tot 2021 in dienst. Nr 5227 is op 19 oktober 2022 door de directie van Transdev-Hermes formeel overgedragen aan de Stichting Trolleymaterieel Arnhem.                                                                                                  |            |
| 5234-5242                          | Hess Swisstrolley               | 2009                   |            | Breng (ex-Novio)     | 9      | Lijnkleur wordt door de komst van digitale lijn en richting aanduiding niet meer aangegeven |            |
| 5243-5253                          | Hess Swisstrolley               | 2013                   |            | Breng                | 11     | |            |
| 5254-5258                          | Hess Swisstrolley               | 2015                   |            | Breng                | 5      | |            |
| 5259-5263                          | Hess Swisstrolley               | 2016                   |            | Breng                | 5      | |            |
| 5264-5271                          | Hess Swisstrolley               | 2017                   |            | Breng                | 8      | |            |
| 5272-5273                          | Hess Swisstrolley (Trolley 2.0) | 2017                   |            | Breng                | 2      | Een uitbreiding van de 2.0-trolleybussen werd niet voor 2022 verwacht. |            |
| 5275-5284                          | Solaris Trollino 18             | 2024                   |            | ComfortRRReis        | 10     | Rijd in zomer 2025 als lijn 352 Wageningen - Centraal Station 7 Geitenkamp - Rijkerswoerd |            |

Ter vervanging van de Volvo/Den Oudsten-bussen kocht de Stadsregio Arnhem Nijmegen bij de Zwitserse fabrikant Carrosserie Hess te Bellach negen gelede trolleybussen van het type Swisstrolley 3, met een optie op nog vijf. De eerste werd in september 2009 gepresenteerd. Sinds eind 2009 doen alle negen bussen dienst. In juli 2012 werd bekend dat er 31 extra bussen van het type Swisstrolley 3 gekocht gaan worden. Begin 2013 kwamen de eerste 11 in dienst. Zij vervingen de gelede Van Hool-trolleybussen en de twee oude 12-meter trolleys. De vanaf 2013 geleverde trolleys zijn geschilderd in een nieuwe kleurencombinatie. De basiskleur is lichtblauw, aangevuld met lichtgrijs en met roze biezen. Na hun levering verschenen ook de oudere Swisstrolleys in de nieuwe kleuren. De resterende nieuwe trolleys kwamen tot 2017 in dienst. In 2024 kwamen 10 nieuwe trolleys in dienst die ook een groot stuk zonder bovenleiding kunnen rijden. In hoeverre met deze aanschaf voldoende trolleys aanwezig zijn voor het bedienen van het gehele, naar verwachting nog verder groeiende, trolleynet is niet duidelijk. Ook nu is er al regelmatig een tekort aan inzetbare trolleybussen en doen dan CNG- of dieselbussen dienst op trolleylijnen.

### Trolley 2.0
In december 2014 werd aangekondigd dat het bedrijf EL-KW B.V., onderdeel van de Britse Vayon Green Power Group, in Arnhem een trolleybus van 18 meter zou bouwen die zowel met bovenleiding als met batterijen zonder bovenleiding moest kunnen rijden (Trolley 2.0). De ontwikkelingskosten voor het project van ruim 3 miljoen euro werden deels door het bedrijfsleven en deels door de gemeente Arnhem en Breng (Hermes/Connexxion) opgebracht. Ook de tot 1 januari 2015 bestaande Stadsregio Arnhem Nijmegen steunde het project. De Arnhemse gelede trolleybus 5211 werd gebruikt voor de ontwikkeling van het prototype, dat eind 2015 had moeten rijden. Omdat dit doel niet werd gehaald werd de samenwerking met EL-KW verbroken. Men ging in zee met Vossloh Kiepe, dat begin 2017 op lijn 1 twee Hess Swisstrolleys met oplaadbare lithium-ion-accu's wilde beproeven als onderdeel van het project E-bus 2020 'In Motion Charging', waaraan ook Stadtwerke Solingen deelnam.
Vanaf 12 mei 2024 ging lijn 352 van Arnhem Velperplein naar Wageningen rijden met Trolley 2.0. Tussen het Velperplein en Oosterbeek-West wordt onder de bovenleiding gereden, waarbij tegelijk de batterij wordt opgeladen. Tussen Oosterbeek-West en Wageningen Busstation rijdt de bus als E-bus op batterijen/accu. Voor deze lijn kwamen in 2024 tien Solaris Trollino-trolleybussen in dienst.

## Museumbussen
Vijf oude trolleybussen - genummerd 101 (1949), 139 (1955), 174 (1975; later vernummerd in 128), 158 (1984) en 180 (1990; later vernummerd in 5180) - zijn bewaard gebleven. In 2022 is trolleybus 5227 (2002) aan de collectie toegevoegd. Daarnaast zijn nog de Arnhemse benzinebus 51 (1947) en de dieselbussen 22 (1968) en 70 (1987) als museumbussen bewaard gebleven.
De eerste Arnhemse trolleybus 101 werd buiten dienst gesteld in 1972 en is sinds 1984 weer rijvaardig en was zeer beperkt beschikbaar voor speciale ritten. Deze bus heeft tussen 1984 en 1990 op een aantal zondagen 's zomers rondritten gereden. De 139 heeft tussen 1976 en 1993 vertoefd in het Spoorwegmuseum te Utrecht. Tussen 1993 en 2018 stond deze in Arnhem en verhuisde daarna naar het Nationaal Bus Museum in Hoogezand.
De 101 is eigendom van Connexxion. De 139, 128 ,158 en 180 behoorden tot 2018 tot de collectie van de Stichting Veteraan Autobussen. Per 21 juni 2018 zijn deze historische trolleys overgenomen door de in Arnhem gevestigde Stichting Trolleymaterieel Arnhem (STA), die ook de Volvo's met de wagennummers 5177 en 5180 (ex-0180, ex-180), alsmede de als ontijzelingswagen 3125 ingezette, maar weer tot de oorspronkelijke Volvo-dieselbus teruggebouwde wagen 61 (1989) tot haar collectie mag rekenen. Ook de bovenleiding-montagewagen 2 (ex-noodbus 6) uit 1944/1947 behoort tot het museummaterieel.
In Arnhem is Berkhof trolley 5227 en de Berkhof trolley 5228 op 19 oktober 2022 overgedragen aan de Stichting Trolleymaterieel Arnhem (STA). De Berkhof trolley 5228 zal naar de faculteit Automotive van de HAN (Hogeschool Arnhem-Nijmegen) gaan voor onderzoek naar stroomopwekking door waterstof installatie.
In een ruimte boven de remise van Breng aan de Westervoortsedijk is een museum ingericht, waarin voorwerpen uit de geschiedenis van de Arnhemse trolleybus tentoongesteld worden. Dit trolleybusmuseum is elke donderdag geopend van 13:00 tot 17:00 uur.